# Горгона Скало (Ливорно)
Горгона Скало је насеље у Италији у округу Ливорно, региону Тоскана.
Према процени из 2011. у насељу је живело 115 становника. Насеље се налази на надморској висини од 67 м.